# Foglianise
Foglianise község (comune) Olaszország Campania régiójában, Benevento megyében.

## Fekvése
A megye központi részén fekszik, 50 km-re északkeletre Nápolytól, 10 km-re északnyugatra a megyeszékhelytől. Határai: Benevento, Castelpoto, Cautano, Torrecuso és Vitulano.

## Története
Első említése a 9. századból származik. A következő századokban nemesi birtok volt. A 19. században nyerte el önállóságát, amikor a Nápolyi Királyságban felszámolták a feudalizmust.

## Népessége
A népesség számának alakulása:

## Főbb látnivalói
- Santa Maria in Gruptis-kolostor
- San Michele-remetelak
- SS. Annunziata-kolostor
- San Ciriaco-templom
- Sant’Anna-templom
- Santa Maria di Costantinopoli-templom
- San Rocco-kápolna